# Carlos Rafael do Amaral
Carlos Rafael do Amaral, noto semplicemente come Amaral (Mogi Mirim, 28 novembre 1983), è un ex calciatore brasiliano, di ruolo centrocampista.

## Carriera

### Club

#### L'esordio al Paulista e i vari prestiti
La sua carriera da calciatore professionista inizia nel 2002 quando milita nel club di Jundiaí, il Paulista Futebol Clube. Dopo una sola stagione passa in prestito all'Ituano per giocare qualche partita in più garantendogli esperienza calcistica in futuro. A fine stagione ritorna al Paulista e nel 2005 viene mandato in prestito al Vasco da Gama. A fine stagione il club di Rio de Janeiro non esercita il diritto di riscatto e così ritorna al club di appartenenza. Dopo una sola stagione viene acquistato definitivamente dal Vasco da Gama dove per due stagioni diventa un punto fermo della squadra brasiliana. Nel 2009 passa in prestito annuale al Grêmio dove milita per una sola stagione.

#### L'esperienza in Giappone e il ritorno in Brasile
Nel 2010 viene acquistato dal Cerezo Osaka, club giapponese della città di Osaka, che milita in J. League Division 1. Durante la stagione calcistica prende parte a trentadue match mettendo a segno ben cinque reti. Dopo solo un anno viene acquistato dal club di Belo Horizonte, l'América Futebol Clube dove milita attualmente.